# Bagnoli Irpino
Bagnoli Irpino är en kommun i provinsen Avellino, i regionen Kampanien. Kommunen hade 3 139 invånare (2017) och gränsar till kommunerna Acerno, Calabritto, Caposele, Lioni, Montella samt Nusco.
Kommunen har endast en frazione, skidorten Laceno som ligger i Monti Picentini.
Den här artikeln är helt eller delvis baserad på material från italienskspråkiga Wikipedia, tidigare version.